# 胡润
胡润 ，本名鲁伯特·胡格沃夫（英語：Rupert Hoogewerf，1970年5月3日—），英籍卢森堡企业家、会计师，胡潤百富董事長兼首席研究員。其创办的胡潤百富是一家研究、媒體和投資企業，《胡潤百富榜》（中國最富有的個人排名）就是由該企業發佈。作為一名特許會計師，胡潤在創辦胡潤百富之前曾在安達信會計師事務所工作。

## 生平
胡润在1999年以獨立研究者之身分創立胡潤百富榜。此外，他還根據研究報告製作「胡潤慈善榜」（2004年起，一份僅涵蓋大陸地區個別人士的公益排行榜）以及「胡潤藝術榜」（2008年起，一份僅涵蓋大陸地區個別藝術家過去一年公開拍賣銷售量的排行榜）等關鍵列表。他也在每年一月（2005年起）頒發「至尚優品」獎予「最受中國富豪青睞」的奢侈品牌。